# Na Górze (Bałtów)
Na Górze – dawna osada wsi Bałtów w Polsce, położona w województwie świętokrzyskim, w powiecie ostrowieckim, w gminie Bałtów.
Leży nad Kamienną, na południe od Bałtowa przy drodze wojewódzkiej nr 754.
W latach 1975–1998 osada administracyjnie należała do województwa kieleckiego.
Nazwę zniesiono z 2023 r.
Wierni Kościoła rzymskokatolickiego należą do parafii Matki Bożej Bolesnej w Bałtowie.